# تشاد سميث (لاعب كرة قدم)
تشاد سميث (بالإنجليزية: Chad Smith)‏ (24 فبراير 1980 هيوستن الولايات المتحدة - ) هو لاعب كرة قدم أمريكي يلعب كمدافع.